# Георгі Панайотов
Георгі Великов Панайотов (болг. Георги Панайотов; нар. 1968, Поморіє) — болгарський дипломат. Надзвичайний і Повноважний Посол Республіки Болгарія у Вашингтоні, США. 7 червня 2022 року президент США Джо Байден прийняв вірчі грамоти, якими Георгі Панайотов офіційно вступив на посаду надзвичайного і повноважного посла Республіки Болгарія в Сполучених Штатах Америки.
Був Постійним представником Болгарії при Організації Об'єднаних Націй (2016—2021). З 12 травня 2021 року по 13 грудня 2021 року виконував обов'язки міністра оборони Болгарії.

## Життєпис
Народився у 1968 році в місті Поморіє, Болгарії. Закінчив Московський державний інститут міжнародних відносин зі ступенем магістра політики. Вільно володіє болгарською, англійською, російською, німецькою та албанською мовами.
З 1995 по 2000 рік був політичним співробітником посольства Болгарії в Тирані, Албанія, а потім заступником керівника багатостороннього співробітництва в південно-східноєвропейському департаменті МЗС. З 2002 року Панайотов був заступником голови місії в посольстві Болгарії в Кабулі, Афганістан, до 2007 року, а в 2010 році був призначений політичним офіцером і заступником керівника місії в посольстві Болгарії у Вашингтоні, округ Колумбія. З 2014 по 2016 рік Панайотов працював головою департаменту закордонних справ НАТО. З вересня 2016 року — Постійний представник Болгарії при Організації Об'єднаних Націй. Наразі він призначений президентом Болгарії виконувачем обов'язків міністра оборони Болгарії.
Він обіймав численні посади в Міністерстві закордонних справ Болгарії та в Міністерстві закордонних справ Організації Північноатлантичного договору.